# Aleksandar Deltsjev

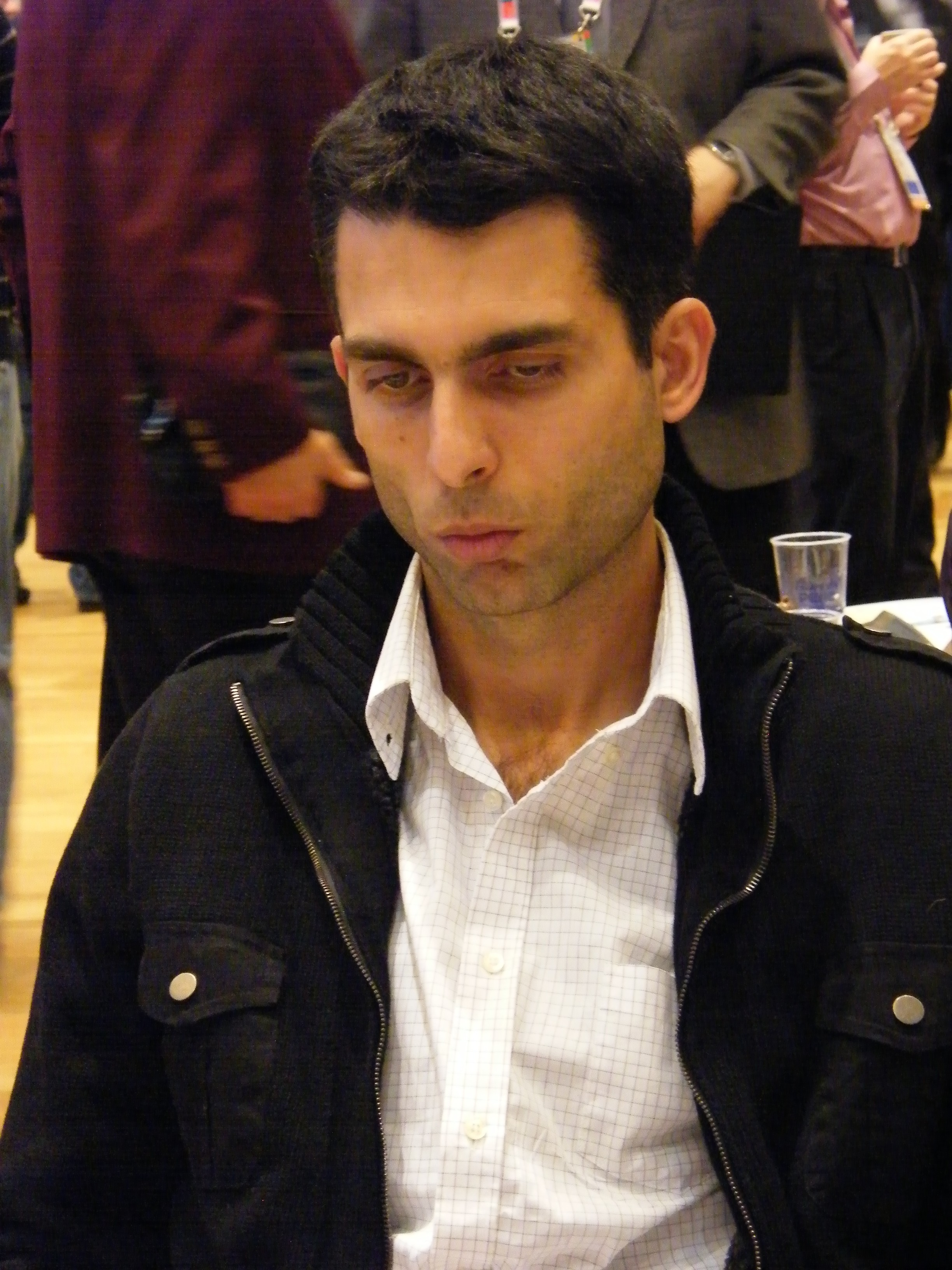
Aleksandar Deltsjev (2008)

Aleksandar Deltsjev (Bulgaars: Александър Делчев) (Sofia, 15 juli 1971) is een Bulgaarse schaker met een FIDE-rating van 2606 in 2015. Hij is een grootmeester.
Hij won het Bulgaarse schaakkampioenschap in 1994, 1996 en 2001. Hij nam deel aan vijf Schaakolympiades met een performance van 60,4% (+20=24-9).
Hij won het Europese schaakkampioenschap voor junioren (1991–1992) en het 47ste Reggio Emilia schaaktoernooi (2004–2005).
Van 29 oktober t/m 6 november 2005 speelde hij mee in het toernooi om het Beieren open dat na de tie-break door hem met 7.5 uit 9 gewonnen werd.
Ook won hij het 4e Open Master bij het Sixth International Chess Festival in Benidorm (2007) en het internationale open kampioenschap van Kroatië (2007).
In 2015 was hij mede-ondertekenaar van een door 33 GM's en IM's ondertekende open brief, gericht aan de Bulgaarse minister van sport. In deze brief wordt de minister aangesproken op het slechte aanzien van Bulgarije in de internationale schaakwereld.
Hij is de auteur van twee boeken over openingentheorie:
- The Safest Sicilian met IM Semko Semkov. Biedt een repertoire voor zwart in de Taimanov variant van de Siciliaanse verdediging.[6]
- The Safest Grunfeld met Evgeny Agrest. Biedt een repertoire voor zwart in de Grünfeld verdediging.[7]